# Hongarije op de Olympische Zomerspelen 1976
Hongarije nam deel aan de Olympische Zomerspelen 1976 in Montréal, Canada. Met 4 keer goud werd het laagste aantal sinds 1960 behaald.

## Medailleoverzicht
| Sport            | Olympiër | Discipline               | Medaille |
| ---------------- | --- | ------------------------ | -------- |
| Atletiek         | Miklós Németh | speerwerpen (m)          | Goud     |
| Schermen         | Ildikó Schwarczenberger | floret (v)               | Goud     |
| Turnen           | Zoltán Magyar | paard voltige (m)        | Goud     |
| Waterpolo        | Gábor Csapó Tibor Cservenyák Tamás Faragó György Gerendás György Horkai György Kenéz Ferenc Konrád Endre Molnár László Sárosi Attila Sudár István Szivós                                              | mannen                   | Goud     |
| Gewichtheffen    | György Kőszegi | -52kg (m)                | Zilver   |
| Kanovaren        | Zoltán Sztanity | K-1 500m (m)             | Zilver   |
| Kanovaren        | Géza Csapó | K-1 1000m (m)            | Zilver   |
| Kanovaren        | Anna Pfeffer Klára Rajnai | K-2 500m (m)             | Zilver   |
| Worstelen        | József Balla | +100kg vrije stijl (m)   | Zilver   |
| Gewichtheffen    | Péter Baczakó | -82,5kg (m)              | Brons    |
| Handbal          | Éva Angyal Ágota Bujdosó Klára Horváth Zsuzsanna Pethő Katalin Tóth Harsányi Rozália Toman Márta Pacsai Ilona Nagy Marianna Nagy Erzsébet Németh Amália Sterbinszky Borbála Tóth Harsányi Mária Vanya | vrouwen                  | Brons    |
| Judo             | József Tuncsik | -63kg (m)                | Brons    |
| Kanovaren        | Tamás Wichmann | C-1 1000m (m)            | Brons    |
| Kanovaren        | Tamás Buday Oszkár Frey | C-2 500m (m)             | Brons    |
| Kanovaren        | Tamás Buday Oszkár Frey | C-2 1000m (m)            | Brons    |
| Kanovaren        | Zoltán Bakó István Szabó | K-2 1000m (m)            | Brons    |
| Kanovaren        | Klára Rajnai | K-1 500m (v)             | Brons    |
| Moderne vijfkamp | Tamás Kancsal Tibor Maracskó Svetiszláv Sasics | team (m)                 | Brons    |
| Schermen         | Győző Kulcsár | degen (m)                | Brons    |
| Schermen         | Ildikó Bóbis Edit Kovács Magda Maros Ildikó Schwarczenberger Ildikó Rejtő | floret team (v)          | Brons    |
| Turnen           | Márta Egervári | brug (v)                 | Brons    |
| Worstelen        | László Réczi | -62kg Grieks-Romeins (m) | Brons    |

## Deelnemers en resultaten per onderdeel

### Atletiek
| Olympiër             | Discipline            | Resultaat | Prestatie                                                                     |
| -------------------- | --------------------- | --------- | ----------------------------------------------------------------------------- |
| Endre Lépold         | 100m (m)              | 45e       | serie 9: 5de in 10,82                                                         |
| Endre Lépold         | 200m (m)              | 26e       | serie 7: 3de in 21,50 kwartfinale 2: 7de in 21,68                             |
| János Zemen          | 800m (m)              | 17e       | serie 4: 3de in 1.47,40                                                       |
| János Zemen          | 1500m (m)             | 9e        | serie 1: 3de in 3.44,27 halve finale 1: 4de in 3.39,94 finale: 9de in 3.43,02 |
| Imre Stankovics      | 20km snelwandelen (m) | 16e       | 1:32.06,6                                                                     |
| Endre Kelemen        | hoogspringen (m)      | 15e       | kwalificatie groep A: 11de met 2,13m                                          |
| István Major         | hoogspringen (m)      | 24e       | kwalificatie groep B: 7de met 2,05m                                           |
| János Faragó         | discuswerpen (m)      | 14e       | kwalificatie groep B: 5de met 60,06m finale: 14de met 57,48m                  |
| Ferenc Tégla         | discuswerpen (m)      | 11e       | kwalificatie groep B: 2de met 61,66m finale: 11de met 60,54m                  |
| Sándor Boros         | speerwerpen (m)       | 19e       | kwalificatie groep A: 10de met 77,60m                                         |
| Miklós Németh        | speerwerpen (m)       | Goud      | kwalificatie groep A: 2de met 89,28m finale: 1ste met 94,58m (WR)             |
| Ferenc Paragi        | speerwerpen (m)       | 20e       | kwalificatie groep A: 11de met 77,48m                                         |
|                      |                       |           |                                                                               |
| Ildikó Erdélyi       | 200m (v)              | series    | serie 5: 4de in 24,35                                                         |
| Magdolna Lázár       | 800m (v)              | 23e       | serie 4: 5de in 2.04,05                                                       |
| Magdolna Lázár       | 1500m (v)             | 35e       | serie 1: 9de in 4.23,30                                                       |
| Ilona Bruzsenyák     | verspringen (v)       | 19e       | kwalificatie groep A: 12de met 6,02m                                          |
| Anikó Milassin       | verspringen (v)       | 10e       | kwalificatie groep A: 8ste met 6,22m finale: 10de met 6,19m                   |
| Ildikó Szabó-Erdélyi | verspringen (v)       | 5e        | kwalificatie groep B: 2de met 6,42m finale: 5de met 6,57m                     |
| Andrea Mátay         | hoogspringen (v)      | 19e       | kwalificatie groep A: 4de met 1,80m finale: 9de met 1,87m                     |
| Ilona Bruzsenyák     | vijfkamp (v)          | 16e       | 4193 punten                                                                   |
| Margit Papp          | vijfkamp (v)          | 8e        | 4535 punten                                                                   |

### Boksen
| Olympiër       | Discipline  | Resultaat | Prestatie |
| -------------- | ----------- | --------- | --- |
| György Gedó    | -48kg (m)   | 5e        | 1ste ronde: W van IRI Bashiri: knock-out 2de ronde: W van MGL Batsuk: 5-0 kwartfinale: V van THA Pooltarat: 1-4                                   |
| Sandor Orbán   | -51kg (m)   | 24e       | 1ste ronde: V van EGY El-Ashry: 0-5 |
| Sandor Orbán   | -54kg (m)   | 15e       | 1ste ronde: vrij 2de ronde: V van GDR Förster: 0-5                                                                                                |
| Tibor Badari   | -57kg (m)   | 9e        | 1ste ronde: vrij 2de ronde: W van ETH Asefa: walk-over 3de ronde: V van USA Armstrong: 0-5                                                        |
| András Botos   | -60kg (m)   | 5e        | 1ste ronde: vrij 2de ronde: W van UGA Ssensonjo: knock-out 3de ronde: W van GRE Agrimavakis: 4-1 kwartfinale: V van URS Solomin: 0-5              |
| József Nagy    | -63,5kg (m) | 5e        | 1ste ronde: vrij 2de ronde: W van NGR Nwakpa: walk-over 3de ronde: W van CAN Clarke: scheidsrechterlijke beslissing kwartfinale: V van CUB Aldama |
| Vilmos Jakab   | -81kg (m)   | 9e        | 1ste ronde: W van GHA Mama: walk-over 2de ronde: V van ARG Suarez: knock-out                                                                      |
| László Pákozdi | +81kg (m)   | 9e        | 1ste ronde: vrij 3de ronde: V van FRG Hussing: 0-5                                                                                                |

### Gewichtheffen
| Olympiër          | Discipline  | Resultaat | Prestatie                                                            |
| ----------------- | ----------- | --------- | -------------------------------------------------------------------- |
| György Kőszegi    | -52kg (m)   | Zilver    | trekken: 1ste met 107,5kg (OR) stoten: 3de met 130kg totaal: 237,5kg |
| Lajos Szűcs       | -52kg (m)   | DNF       | trekken: 7de met 95kg stoten: geen geldige poging                    |
| Imre Földi        | -56kg (m)   | 5e        | trekken: 6de met 105kg stoten: 3de met 140kg totaal: 245kg           |
| Imre Stefanovics  | -56kg (m)   | DNF       | trekken: 10de met 102,5kg stoten: geen geldige poging                |
| János Komjáti     | -75kg (m)   | DNF       | trekken: 10de met 135kg stoten: geen geldige poging                  |
| András Stark      | -75kg (m)   | 6e        | trekken: 5de met 140kg stoten: 7de met 175kg totaal: 315kg           |
| Ferenc Antalovics | -82,5kg (m) | DNF       | trekken: 4de met 155kg stoten: geen geldige poging                   |
| Péter Baczakó     | -82,5kg (m) | Brons     | trekken: 3de met 157,5kg stoten: 5de met 187,5kg totaal: 345kg       |
| János Rehus-Uzor  | -90kg (m)   | 5e        | trekken: 4de met 157,5kg stoten: 4de met 192,5kg totaal: 350kg       |

### Handbal

#### Mannen
| Olympiër | Discipline | Resultaat | Prestatie |
| --- | ---------- | --------- | --- |
| Béla Bartalos Ferenc Buday Ernő Gubányi László Jánovszki József Kenyeres Zsolt Kontra Péter Kovács Mihály Süvöltős István Szilágyi István Varga Károly Vass Gábor Verőci | mannen (m) | 6e        | groep B: 3de V van Roemenië: 18-23 V van Polen: 16-18 W van Verenigde Staten: 36-21 W van Tsjecho-Slowakije: 22-20 5-6de plek: V van Joegoslavië: 19-21 |

| Groep B |                   |             |             |             |             |            |            |            |        |
| #       | Land              | Wedstrijden | Wedstrijden | Wedstrijden | Wedstrijden | Doelpunten | Doelpunten | Doelpunten | Punten |
| #       | Land              | G           | W           | G           | V           | V          | T          | Saldo      | Punten |
| 1       | Roemenië          | 4           | 3           | 1           | 0           | 91         | 71         | +20        | 7      |
| 2       | Polen             | 4           | 3           | 0           | 1           | 80         | 71         | +9         | 6      |
| 3       | Hongarije         | 4           | 2           | 0           | 2           | 92         | 82         | +10        | 4      |
| 4       | Tsjecho-Slowakije | 4           | 1           | 1           | 2           | 85         | 82         | +3         | 3      |
| 5       | Verenigde Staten  | 4           | 1           | 0           | 4           | 80         | 122        | -42        | 0      |

| Ronde      | Datum    | Plaats            | Land  | Score            | Land |
| ---------- | -------- | ----------------- | ----- | ---------------- | ---- |
| Groepsfase |          |                   |       |                  |      |
| 18 juli    | Montréal | Roemenië          | 23-18 | Hongarije        |      |
| 20 juli    | Montréal | Hongarije         | 36-21 | Verenigde Staten |      |
| 22 juli    | Montréal | Polen             | 18-16 | Hongarije        |      |
| 26 juli    | Montréal | Tsjecho-Slowakije | 20-22 | Hongarije        |      |
| 5-6de plek |          |                   |       |                  |      |
| 27 juli    | Montréal | Joegoslavië       | 21-19 | Hongarije        |      |

#### Vrouwen
| Olympiër | Discipline | Resultaat | Prestatie |
| --- | ---------- | --------- | --- |
| Éva Angyal Ágota Bujdosó Klára Horváth Zsuzsanna Pethő Katalin Tóth Harsányi Rozália Toman Márta Pacsai Ilona Nagy Marianna Nagy Erzsébet Németh Amália Sterbinszky Borbála Tóth Harsányi Mária Vanya | vrouwen    | Brons     | groepsfase: 3de W van Japan: 25-18 W van Canada: 24-3 V van Sovjet-Unie: 9-12 G van DDR: 7-7 W van Roemenië: 20-15 |

| Groep |             |             |             |             |             |            |            |            |        |
| #     | Land        | Wedstrijden | Wedstrijden | Wedstrijden | Wedstrijden | Doelpunten | Doelpunten | Doelpunten | Punten |
| #     | Land        | G           | W           | G           | V           | V          | T          | Saldo      | Punten |
| 1     | Sovjet-Unie | 5           | 5           | 0           | 0           | 92         | 40         | +52        | 10     |
| 2     | DDR         | 5           | 3           | 1           | 1           | 89         | 47         | +42        | 7      |
| 3     | Hongarije   | 5           | 3           | 1           | 1           | 85         | 55         | +30        | 7      |
| 4     | Roemenië    | 5           | 2           | 0           | 3           | 73         | 83         | -10        | 4      |
| 5     | Japan       | 5           | 1           | 0           | 4           | 72         | 115        | -43        | 2      |
| 6     | Canada      | 5           | 0           | 0           | 5           | 35         | 106        | -71        | 0      |

| Ronde      | Datum    | Plaats      | Land  | Score     | Land |
| ---------- | -------- | ----------- | ----- | --------- | ---- |
| Groepsfase |          |             |       |           |      |
| 20 juli    | Montréal | Hongarije   | 25-18 | Japan     |      |
| 21 juli    | Montréal | Hongarije   | 24-3  | Canada    |      |
| 24 juli    | Montréal | Sovjet-Unie | 12-9  | Hongarije |      |
| 26 juli    | Montréal | DDR         | 7-7   | Hongarije |      |
| 28 juli    | Montréal | Hongarije   | 20-15 | Roemenië  |      |

### Judo
| Olympiër          | Discipline      | Resultaat | Prestatie |
| ----------------- | --------------- | --------- | --- |
| József Tuncsik    | -63kg (m)       | Brons     | 1ste ronde: W van MEX Padilla 2de ronde: W van YUG Vidmajer kwartfinale: W van MGL Buyadaa halve finale: V van CUB Rodríguez bronzen finale: W van POL Standowicz |
| Károly Molnár     | -70kg (m)       | 19e       | 1ste ronde: V van GDR Hötger |
| Endre Kiss        | -80kg (m)       | 13e       | |
| László Ipacs      | -93kg (m)       | 18e       | |
| Mihály Petrovszky | +93kg (m)       | 5e        | |
| Imre Varga        | open klasse (m) | 11e       | |

### Kanovaren
| Olympiër                 | Discipline    | Resultaat | Prestatie                                                                                                   |
| ------------------------ | ------------- | --------- | --- |
| Károly Szegedi           | C-1 500m (m)  | 6e        | serie 2: 2de in 2.10,82 halve finale 3: 1ste in 2.07,50 finale: 6de in 2.01,12                              |
| Tamás Wichmann           | C-1 1000m (m) | Brons     | serie 1: 2de in 4.14,87 halve finale 3: 1ste in 4.17,32 finale: 3de in 4.14,11                              |
| Tamás Buday Oszkár Frey  | C-2 500m (m)  | Brons     | serie 1: 1ste in 1.56,44 halve finale 1: 2de in 1.49,60 finale: 3de in 1.48,35                              |
| Tamás Buday Oszkár Frey  | C-2 1000m (m) | Brons     | serie 2: 5de in 3.52,23 herkansingen: 1ste in 3.44,20 halve finale 3: 2de in 3.55,43 finale: 3de in 3.55,66 |
| Zoltán Sztanity          | K-1 500m (m)  | Zilver    | serie 2: 2de in 1.57,12 halve finale 1: 2de in 1.53,79 finale: 2de in 1.46,95                               |
| Géza Csapó               | K-1 1000m (m) | Zilver    | serie 1: 2de in 3.57,46 halve finale 3: 1ste in 3.44,77 finale: 2de in 3.48,84                              |
| József Deme János Rátkai | K-2 500m (m)  | 5e        | serie 2: 5de in 1.42,75 herkansingen: 1ste in 1.42,51 halve finale 1: 2de in 1.38,92 finale: 5de in 1.38,61 |
| Zoltán Bakó István Szabó | K-2 1000m (m) | Brons     | serie 2: 1ste in 3.30,50 halve finale 2: 2de in 3.27,62 finale: 3de in 3.33,36                              |

### Moderne vijfkamp
| Olympiër                                        | Discipline      | Resultaat | Prestatie    |
| ----------------------------------------------- | --------------- | --------- | ------------ |
| Tamás Kancsal                                   | individueel (m) | 9e        | 5195 punten  |
| Tibor Maracskó                                  | individueel (m) | 13e       | 5126 punten  |
| Szvetiszláv Sasics                              | individueel (m) | 18e       | 5051 punten  |
| Tamás Kancsal Tibor Maracskó Szvetiszláv Sasics | team (m)        | Brons     | 15395 punten |

### Roeien
| Olympiër                                                                 | Discipline      | Resultaat | Prestatie                                                                     |
| ------------------------------------------------------------------------ | --------------- | --------- | ----------------------------------------------------------------------------- |
| Mariann Ambrus                                                           | skiff (v)       | 6e        | serie 1: 3de in 3.47,97 herkansingen: 2de in 4.10,20 finale: 6de in 4.22,59   |
| Katalin Pál-Ribáry Judit Kéri-Novák                                      | twee-zonder (v) | 11e       | serie 2: 5de in 3.57,17 herkansingen: 5de in 4.06,81 finale B: 5de in 4.11,93 |
| Ilona Bata Kamilla Kosztolányi Valéria Gyimesi Ágnes Szijj Erzsébet Nagy | dubbel-vier (v) | 8e        | serie 1: 3de in 3.24,37 herkansingen: 3de in 3.37,29 finale B: 2de in 3.55,33 |

### Schermen
| Olympiër | Discipline      | Resultaat | Prestatie |
| --- | --------------- | --------- | --- |
| Csaba Fenyvesi                                                                                                 | degen (m)       | 7e        | 1ste ronde groep 12: 3de met 3 overwinningen 2de ronde groep 1: 1ste met 4 overwinningen halve finale 4: 3de met 3 overwinningen                                 |
| Győző Kulcsár                                                                                                  | degen (m)       | Brons     | 1ste ronde groep 11: 1ste met 4 overwinningen 2de ronde groep 5: 3de met 3 overwinningen halve finale 2: 2de met 3 overwinningen finale: 3de met 3 overwinningen |
| István Osztrics                                                                                                | degen (m)       | 4e        | 1ste ronde groep 3: 2de met 2 overwinningen 2de ronde groep 3: 3de met 3 overwinningen halve finale 1: 1ste met 5 overwinningen finale: 4de met 2 overwinningen  |
| Csaba Fenyvesi Sándor Erdős István Osztrics Pál Schmitt Győző Kulcsár                                          | degen team (m)  | 4e        | 1ste ronde groep 2: 1ste met 3 overwinningen kwartfinale: W van Noorwegen halve finale: V van Zweden bronzen finale: V van Zwitserland                           |
| Jenő Kamuti | floret (m)      | 40e       | 1ste ronde groep 3: 5de met 2 overwinningen |
| József Komatits                                                                                                | floret (m)      | 9e        | 1ste ronde groep 5: 3de met 3 overwinningen 2de ronde groep 4: 4de met 3 overwinningen halve finale 3: 3de met 3 overwinningen                                   |
| Lajos Somodi Jr.                                                                                               | floret (m)      | 32e       | 1ste ronde groep 6: 1ste met 5 overwinningen 2de ronde groep 3: 5de met 1 overwinning                                                                            |
| József Komatits Csaba Fenyvesi Lajos Somodi Jr Jenő Kamuti Sándor Erdős                                        | floret team (m) | 7e        | 1ste ronde groep 2: 2de met 1 overwinning kwartfinale: V van Sovjet-Unie                                                                                         |
| Imre Gedővári                                                                                                  | sabel (m)       | 7e        | 1ste ronde groep 4: 1ste met 4 overwinningen 2de ronde groep 6: 2de met 4 overwinningen halve finale 1: 2de met 4 overwinningen                                  |
| Tamás Kovács                                                                                                   | sabel (m)       | 17e       | 1ste ronde groep 5: 2de met 3 overwinningen 2de ronde groep 2: 3de met 3 overwinningen halve finale 3: 5de met 2 overwinningen                                   |
| Péter Marót | sabel (m)       | 18e       | 1ste ronde groep 3: 3de met 2 overwinningen 2de ronde groep 3: 3de met 2 overwinningen halve finale 2: 5de met 2 overwinningen                                   |
| Péter Marót Tamás Kovács Imre Gedővári Ferenc Hammang Csaba Körmöczi                                           | sabel team (m)  | 4e        | 1ste ronde groep 4: 1ste met 3 overwinningen kwartfinale: W van Cuba halve finale: V van Italië bronzen finale: V van Roemenië                                   |
| |                 |           | |
| Ildikó Farkasinszky-Bóbis                                                                                      | floret (v)      | 6e        | 1ste ronde groep 3: 4de met 2 overwinningen 2de ronde groep 1: 3de met 3 overwinningen halve finale 3: 3de met 3 overwinningen finale: 6de met 1 overwinning     |
| Ildikó Ságiné Ujlakyné Rejtő                                                                                   | floret (v)      | 31e       | 1ste ronde groep 7: 4de met 2 overwinningen 2de ronde groep 6: 5de met 1 overwinning                                                                             |
| Ildikó Schwarczenberger-Tordasi                                                                                | floret (v)      | Goud      | 1ste ronde groep 6: 4de met 2 overwinningen 2de ronde groep 4: 1ste met 4 overwinningen halve finale 4: 3de met 3 overwinningen finale: 1ste met 4 overwinningen |
| Ildikó Schwarczenberger-Tordasi Ildikó Ságiné Ujlakyné Rejtő Ildikó Farkasinszky-Bóbis Magda Maros Edit Kovács | floret team (v) | Brons     | 1ste ronde groep 3: 1ste met 2 overwinningen kwartfinale: W van Groot-Brittannië halve finale: V van Frankrijk bronzen finale: W van DDR                         |

### Schietsport
| Olympiër       | Discipline             | Resultaat | Prestatie                        |
| -------------- | ---------------------- | --------- | -------------------------------- |
| Sándor Nagy    | 50m geweer 3 houdingen | 35e       | 1129 punten: (385-380-364)       |
| Lajos Papp     | 50m geweer 3 houdingen | 13e       | 1145 punten: (391-386-368)       |
| László Hammerl | 50m geweer liggend     | 37e       | 587 punten: (97-98-99-97-100-96) |
| Lajos Papp     | 50m geweer liggend     | 20e       | 590 punten: (97-98-99-99-99-98)  |
| István Talabos | skeet                  | 30e       | 189 punten                       |
| György Gruber  | trap                   | 18e       | 177 punten                       |
| Tibor Bodnár   | 50m bewegend doel      | 10e       | 561 punten: (285-276)            |
| Gyula Szabó    | 50m bewegend doel      | 9e        | 562 punten: (285-277)            |

### Turnen
| Olympiër                                                                             | Discipline               | Resultaat | Prestatie                                                            |
| ------------------------------------------------------------------------------------ | ------------------------ | --------- | -------------------------------------------------------------------- |
| Zoltán Magyar                                                                        | paard met bogen (m)      | Goud      | kwalificatie: 1ste met 19,60 punten finale: 1ste met 19,70 punten    |
| Ferenc Donath                                                                        | ringen (m)               | 4e        | kwalificatie: 6de met 19,30 punten finale: 4de met 19,20 punten      |
| Ferenc Donath                                                                        | rekstok (m)              | 6e        | kwalificatie: 10de met 19,20 punten finale: 6de met 19,20 punten     |
| Zoltán Magyar                                                                        | sprong (m)               | 5e        | kwalificatie: 6de met 19,15 punten finale: 5de met 19,15 punten      |
| Imre Molnar                                                                          | sprong (m)               | 5e        | kwalificatie: 1ste met 19,45 punten finale: 5de met 19,15 punten     |
| Imre Bánrévi                                                                         | individuele meerkamp (m) | 48e       | kwalificatie: 48ste met 109,15 punten                                |
| Ferenc Donath                                                                        | individuele meerkamp (m) | 13e       | kwalificatie: 14de met 113,60 punten finale: 13de met 112,750 punten |
| Árpád Farkas                                                                         | individuele meerkamp (m) | 40e       | kwalificatie: 40ste met 109,65 punten                                |
| Béla Laufer                                                                          | individuele meerkamp (m) | 26e       | kwalificatie: 26ste met 111,60 punten                                |
| Zoltán Magyar                                                                        | individuele meerkamp (m) | 9e        | kwalificatie: 8ste met 114,25 punten finale: 9de met 113,425 punten  |
| Imre Molnar                                                                          | individuele meerkamp (m) | 8e        | kwalificatie: 13de met 113,65 punten finale: 8ste met 113,575 punten |
| Imre Bánrévi Ferenc Donath Árpád Farkas Béla Laufer Zoltán Magyar Imre Molnar        | meerkamp team (m)        | 4e        | 564,45 punten                                                        |
|                                                                                      |                          |           |                                                                      |
| Márta Egervári                                                                       | brug (v)                 | Brons     | kwalificatie: 5de met 19,75 punten finale: 3de met 19,775 punten     |
| Márta Egervári                                                                       | sprong (v)               | 7e        | kwalificatie: 8ste met 19,40 punten finale: 6de met 19,45 punten     |
| Márta Egervári                                                                       | individuele meerkamp (v) | 7e        | kwalificatie: 9de met 77,05 punten finale: 7de met 77,325 punten     |
| Márta Kelemen                                                                        | individuele meerkamp (v) | 34e       | kwalificatie: 34ste met 74,65 punten                                 |
| Mária Lővey                                                                          | individuele meerkamp (v) | 27e       | kwalificatie: 27ste met 75,15 punten                                 |
| Béla Laufer                                                                          | individuele meerkamp (v) | 26e       | kwalificatie: 25ste met 75,40 punten                                 |
| Krisztina Medveczky                                                                  | individuele meerkamp (v) | 13e       | kwalificatie: 17de met 76,15 punten finale: 13de met 75,975 punten   |
| Margit Tóth                                                                          | individuele meerkamp (v) | 17e       | kwalificatie: 19de met 76,05 punten finale: 17de met 75,575 punten   |
| Márta Egervári Márta Kelemen Mária Lővey Béla Laufer Krisztina Medveczky Margit Tóth | meerkamp team (v)        | 4e        | 380,15 punten                                                        |

### Volleybal
| Olympiër | Discipline | Resultaat | Prestatie |
| --- | ---------- | --------- | --- |
| Zsuzsa Szloboda Gyöngyi Bardi Eva Biszku Zsuzsa Biszku Lucia Banhegyi Gabriella Fekete Agnes Hubai Judit Schlegl Agnes Torma Katalin Schadek Emerencia Kiraly Eva Szalay | zaal (v)   | 4e        | groep A: 2de V van Japan: 0-3 (6-15, 3-15, 4-15) W van Canada: 3-1 (15-13, 15-10, 9-15, 15-9) W van Peru: 3-1 (7-15, 15-8, 15-3, 16-14) halve finale: V van Sovjet-Unie: 0-3 (10-15, 10-15, 9-15) bronzen finale: V van Zuid-Korea: 1-3 (15-12, 12-15, 10-15, 6-15) |

| Groep A |           |             |             |             |             |             |             |        |        |        |        |
| #       | Land      | Wedstrijden | Wedstrijden | Wedstrijden | Wedstrijden | Wedstrijden | Wedstrijden | Punten | Punten | Punten | Punten |
| #       | Land      | G           | W           | V           | SW          | SV          | SR          | SPW    | SPL    | Saldo  | Punten |
| 1       | Japan     | 3           | 3           | 0           | 9           | 0           | +9          | 135    | 43     | +92    | 6      |
| 2       | Hongarije | 3           | 2           | 1           | 6           | 5           | +1          | 120    | 132    | -12    | 5      |
| 3       | Peru      | 3           | 1           | 2           | 4           | 8           | -4          | 124    | 154    | -30    | 4      |
| 4       | Canada    | 3           | 0           | 3           | 3           | 9           | -6          | 113    | 163    | -50    | 3      |

| Ronde          | Datum    | Plaats     | Land | Score       | Land |
| -------------- | -------- | ---------- | ---- | ----------- | ---- |
| Groepsfase     |          |            |      |             |      |
| 19 juli        | Montréal | Hongarije  | 0-3  | Japan       |      |
| 21 juli        | Montréal | Canada     | 1-3  | Hongarije   |      |
| 23 juli        | Montréal | Hongarije  | 3-1  | Peru        |      |
| Halve finale   |          |            |      |             |      |
| 29 juli        | Montréal | Hongarije  | 0-3  | Sovjet-Unie |      |
| Bronzen finale |          |            |      |             |      |
| 30 juli        | Montréal | Zuid-Korea | 3-1  | Hongarije   |      |

### Waterpolo
| Olympiër | Discipline | Resultaat | Prestatie |
| --- | ---------- | --------- | --- |
| Gábor Csapó Tibor Cservenyák Tamás Faragó György Gerendás György Horkai György Kenéz Ferenc Konrád Endre Molnár László Sárosi Attila Sudár István Szivós | mannen     | Goud      | groep A: 1ste W van Australië: 7-6 W van Canada: 4-2 W van Bondsrepubliek Duitsland: 4-0 groep 1-6de plek: 1ste W van Italië: 6-5 W van Bondsrepubliek Duitsland: 5-3 W van Nederland: 5-3 W van Roemenië: 9-8 G van Joegoslavië: 5-5 |

| Groep C |                          |             |             |             |             |        |        |        |        |
| #       | Land                     | Wedstrijden | Wedstrijden | Wedstrijden | Wedstrijden | Punten | Punten | Punten | Punten |
| #       | Land                     | G           | W           | G           | V           | V      | T      | Saldo  | Punten |
| 1       | Hongarije                | 3           | 3           | 0           | 0           | 15     | 8      | +7     | 6      |
| 2       | Bondsrepubliek Duitsland | 3           | 2           | 0           | 1           | 9      | 7      | +2     | 4      |
| 3       | Canada                   | 3           | 1           | 0           | 2           | 8      | 14     | -6     | 2      |
| 4       | Australië                | 3           | 0           | 0           | 3           | 14     | 17     | -3     | 0      |

| Ronde      | Datum    | Plaats | Land | Score                    | Land |
| ---------- | -------- | ------ | ---- | ------------------------ | ---- |
| Groepsfase |          |        |      |                          |      |
| 18 juli    | Montréal | Canada | 7-6  | Australië                |      |
| 19 juli    | Montréal | Canada | 2-4  | Hongarije                |      |
| 20 juli    | Montréal | Canada | 4-0  | Bondsrepubliek Duitsland |      |

| Groep 1-6de plaats |                          |             |             |             |             |        |        |        |        |
| #                  | Land                     | Wedstrijden | Wedstrijden | Wedstrijden | Wedstrijden | Punten | Punten | Punten | Punten |
| #                  | Land                     | G           | W           | G           | V           | V      | T      | Saldo  | Punten |
| 1                  | Hongarije                | 5           | 4           | 1           | 0           | 30     | 24     | +6     | 9      |
| 2                  | Italië                   | 5           | 2           | 2           | 1           | 21     | 20     | +1     | 6      |
| 3                  | Nederland                | 5           | 2           | 2           | 1           | 18     | 17     | +1     | 6      |
| 4                  | Roemenië                 | 5           | 1           | 3           | 1           | 26     | 25     | +1     | 5      |
| 5                  | Joegoslavië              | 5           | 0           | 3           | 2           | 21     | 24     | -3     | 3      |
| 6                  | Bondsrepubliek Duitsland | 5           | 0           | 1           | 4           | 15     | 21     | -6     | 1      |

| Ronde      | Datum    | Plaats    | Land | Score                    | Land |
| ---------- | -------- | --------- | ---- | ------------------------ | ---- |
| Groepsfase |          |           |      |                          |      |
| 22 juli    | Montréal | Hongarije | 6-5  | Italië                   |      |
| 23 juli    | Montréal | Hongarije | 5-3  | Bondsrepubliek Duitsland |      |
| 24 juli    | Montréal | Hongarije | 5-3  | Nederland                |      |
| 26 juli    | Montréal | Hongarije | 9-8  | Roemenië                 |      |
| 27 juli    | Montréal | Hongarije | 5-5  | Joegoslavië              |      |

### Wielersport
| Olympiër    | Discipline                    | Resultaat | Prestatie                                       |
| Baan        | Baan                          | Baan      | Baan                                            |
| ----------- | ----------------------------- | --------- | ----------------------------------------------- |
| Gábor Szücs | individuele achtervolging (m) | 16e       | kwalificatie: 16de 1ste ronde: V van URS Osokin |

### Worstelen
| Olympiër        | Discipline  | Resultaat   | Prestatie |
| Vrije stijl     | Vrije stijl | Vrije stijl | Vrije stijl |
| --------------- | ----------- | ----------- | --- |
| Mihály Gyulai   | -48kg (m)   | 13e         | 1ste ronde: V van CAN Takahashi 2de ronde: V van URS Dmitriyev |
| Henrik Gál      | -52kg (m)   | 4e          | 1ste ronde: W van FRG Niebler 2de ronde: W van FRA Lo Brutto 3de ronde: W van IRI Fattahi 4de ronde: V van KOR Jeon 5de ronde: V van JPN Takada                                                           |
| László Klinga   | -57kg (m)   | 16e         | 1ste ronde: W van CUB Ramos 2de ronde: V van GDR Brüchert 3de ronde: V van MGL Khoilogdorj |
| Mihály Fodor    | -62kg (m)   | 14e         | 1ste ronde: V van FRG Giray 2de ronde: V van MGL Oidov |
| János Kocsis    | -68kg (m)   | 10e         | 1ste ronde: V van BUL Zhekov 2de ronde: W van CAN Llewellyn 3de ronde: W van ISR Miron 4de ronde: V van CUB Ramos                                                                                         |
| Mihály Toma     | -74kg (m)   | 16e         | 1ste ronde: V van BUL Pavlov 2de ronde: V van ROU Pîrcălabu |
| István Kovács   | -82kg (m)   | 7e          | 1ste ronde: W van IRI Mohebbi 2de ronde: W van PUR Villapoll 3de ronde: V van TUR Uzun 4de ronde: V van USA Peterson                                                                                      |
| Géza Molnár     | -90kg (m)   | 18e         | 1ste ronde: V van POL Kurczewski 2de ronde: V van GDR Stottmeister |
| József Balla    | +100kg (m)  | Zilver      | 1ste ronde: V van URS Andiyev 2de ronde: W van IRI Filabi 3de ronde: W van USA Jackson 4de ronde: W van JPN Isogai 5de ronde: W van BUL Dinev 6de ronde: W van ROU Șimon                                  |
| Grieks-Romeins  |             |             | |
| Ferenc Seres    | -48kg (m)   | 13e         | 1ste ronde: V van URS Shumakov 2de ronde: V van USA Farina |
| Lajos Rácz      | -52kg (m)   | 5e          | 1ste ronde: W van GRE Hlidis 2de ronde: W van IRI Shirani 3de ronde: W van USA Thompson 4de ronde: V van JPN Hirayama                                                                                     |
| József Doncsecz | -57kg (m)   | 7e          | 1ste ronde: V van URS Mustafin 2de ronde: W van YUG Frgić 3de ronde: W van SWE Lindholm 4de ronde: V van FIN Ukkola                                                                                       |
| László Réczi    | -62kg (m)   | Brons       | 1ste ronde: W van IRI Ghassab 2de ronde: W van USA Alexander 3de ronde: W van FIN Hjelt 4de ronde: W van JPN Miyahara 5de ronde: W van URS Davidyan 6de ronde: W van ROU Păun 7de ronde: V van POL Lipień |
| Ferenc Toma     | -68kg (m)   | 13e         | 1ste ronde: W van ARG Fiszman 2de ronde: V van URS Nalbandyan 3de ronde: V van SWE Skiöld |
| Mihály Toma     | -74kg (m)   | 17e         | 1ste ronde: V van BUL Chopov 2de ronde: V van URS Bykov |
| Csaba Hegedűs   | -82kg (m)   | 13e         | 1ste ronde: V van USA Chandler 2de ronde: V van TCH Janota |
| István Séllyei  | -90kg (m)   | 6e          | 1ste ronde: W van ROU Dicu 2de ronde: V van YUG Nišavić 3de ronde: W van FRG Theobald 4de ronde: V van BUL Ivanov                                                                                         |
| József Farkas   | -100kg (m)  | 7e          | 1ste ronde: W van SEN N'Diaye 2de ronde: G van GDR Albrecht 3de ronde: V van URS Balboshin |
| János Rovnyai   | +100kg (m)  | 6e          | 1ste ronde: V van ROU Codreanu 2de ronde: W van FRG Wolff 3de ronde: V van BUL Tomov |

### Zeilen
| Olympiër    | Discipline | Resultaat | Prestatie                           |
| ----------- | ---------- | --------- | ----------------------------------- |
| Andras Haan | finn       | 17e       | 113,7 punten: (16-20-3-24-10-15-17) |

### Zwemmen
| Olympiër            | Discipline           | Resultaat | Prestatie                                               |
| ------------------- | -------------------- | --------- | ------------------------------------------------------- |
| István Koczka       | 400m vrije slag (m)  | 24e       | serie 3: 3de in 4.03,75                                 |
| Sándor Nagy         | 400m vrije slag (m)  | 6e        | serie 7: 2de in 4.00,02 finale: 6de in 3.57,81          |
| Zoltán Wladár       | 400m vrije slag (m)  | 9e        | serie 6: 2de in 4.00,55                                 |
| István Koczka       | 1500m vrije slag (m) | 21e       | serie 3: 4de in 16.05,54                                |
| Sándor Nagy         | 1500m vrije slag (m) | 13e       | serie 5: 3de in 15.48,41                                |
| Zoltán Wladár       | 1500m vrije slag (m) | 8e        | serie 1: 1ste in 15.37,61 (OR) finale: 8ste in 15.45,97 |
| Róbert Rudolf       | 100m rugslag (m)     | 21e       | serie 4: 4de in 1.00,58                                 |
| Zoltán Verrasztó    | 100m rugslag (m)     | 12e       | serie 6: 2de in 59,30 halve finale 2: 7de in 58,63      |
| Róbert Rudolf       | 200m rugslag (m)     | 7e        | serie 5: 3de in 2.06,37 finale: 7de in 2.07,30          |
| Zoltán Verrasztó    | 200m rugslag (m)     | 8e        | serie 3: 1ste in 2.05,93 finale: 8ste in 2.08,23        |
| András Hargitay     | 200m vlinderslag (m) | 20e       | serie 1: 2de in 2.06,20                                 |
| Csaba Sós           | 200m vlinderslag (m) | 21e       | serie 1: 3de in 2.06,71                                 |
| András Hargitay     | 400m wisselslag (m)  | 4e        | serie 4: 1ste in 4.28,96 finale: 4de in 4.27,13         |
| Csaba Sós           | 400m wisselslag (m)  | 12e       | serie 4: 4de in 4.34,72                                 |
| Zoltán Verrasztó    | 400m wisselslag (m)  | 28e       | serie 5: 6de in 4.48,51                                 |
|                     |                      |           |                                                         |
| Gabriella Verrasztó | 100m rugslag (v)     | 17e       | serie 2: 3de in 1.06,27                                 |
| Gabriella Verrasztó | 200m rugslag (v)     | 16e       | serie 1: 5de in 2.23,36                                 |

Amerikaanse Maagdeneilanden · Andorra · Antigua en Barbuda · Argentinië · Australië · Bahama's · Barbados · België · Belize · Bermuda · Bolivia · Bondsrepubliek Duitsland · Brazilië · Bulgarije · Canada · Chili · Colombia · Costa Rica · Cuba · Denemarken · Dominicaanse Republiek · Duitse Democratische Republiek · Ecuador · Egypte · Fiji · Filipijnen · Finland · Frankrijk · Griekenland · Groot-Brittannië · Guatemala · Haïti · Honduras · Hongarije · Hongkong · Ierland · IJsland · India · Indonesië · Iran · Israël · Italië · Ivoorkust · Jamaica · Japan · Joegoslavië · Kaaimaneilanden · Kameroen · Koeweit · Libanon · Liechtenstein · Luxemburg · Maleisië · Marokko · Mexico · Monaco · Mongolië · Nederland · Nederlandse Antillen · Nepal · Nicaragua · Nieuw-Zeeland · Noord-Korea · Noorwegen · Oostenrijk · Pakistan · Panama · Papoea-Nieuw-Guinea · Paraguay · Peru · Polen · Portugal · Puerto Rico · Roemenië · San Marino · Saoedi-Arabië · Senegal · Singapore · Sovjet-Unie · Spanje · Suriname · Thailand · Trinidad en Tobago · Tsjecho-Slowakije · Tunesië · Turkije · Uruguay · Venezuela · Verenigde Staten · Zuid-Korea · Zweden · Zwitserland